# Tour de Romandía 2003
La 57.ª edición del Tour de Romandía se disputó del 29 de abril al 4 de mayo de 2003 con un recorrido de 701,7 km dividido en un prólogo inicial y 5 etapas, con inicio en Ginebra, y final en Lausana.
El vencedor fue el estadounidense Tyler Hamilton, cubriendo la prueba a una velocidad media de 38,7 km/h.

## Etapas[1]
| Etapa   | Recorrido                  | Km    | Ganador           |
| Prólogo | Ginebra                    | 3,4   | Fabian Cancellara |
| 1.ª     | Ginebra-Val de Travers     | 181,9 | Simone Bertoletti |
| 2.ª     | Val de Travers-Lucens      | 178,2 | Yuriy Krivtsov    |
| 3.ª     | Moudon-Loèche les Bains    | 171,3 | Laurent Dufaux    |
| 4.ª     | Monthey-Châtel Saint-Denis | 146,5 | Francisco Pérez   |
| 5.ª     | Lausana                    | 20,4  | Tyler Hamilton    |

## Clasificaciones
Así quedaron los diez primeros de la clasificación general de la segunda edición del Tour de Romandía
| \| 1. \| Tyler Hamilton \| Estados Unidos \| 18h 06'37" \| \| \| 2. \| Laurent Dufaux \| Suiza \| + 33" \| \| \| 3. \| Francisco Pérez \| España \| + 38" \| \| \| 4. \| Fabian Jeker \| Suiza \| + 54" \| \| \| 5. \| Alexandre Moos \| Suiza \| + 59" \| \| \| 6. \| Carlos Sastre \| España \| + 1'45" \| \| \| 7. \| Yaroslav Popovych \| Suiza \| + 1'48" \| \| \| 8. \| David Moncoutié \| Francia \| + 2'12" \| \| \| 9. \| Roberto Laiseka \| Italia \| + 2'23" \| \| \| 10. \| Íñigo Chaurreau \| España \| + 2'23" \| \| |                   |                |            |  |
| 1. | Tyler Hamilton    | Estados Unidos | 18h 06'37" |  |
| 2. | Laurent Dufaux    | Suiza          | + 33"      |  |
| 3. | Francisco Pérez   | España         | + 38"      |  |
| 4. | Fabian Jeker      | Suiza          | + 54"      |  |
| 5. | Alexandre Moos    | Suiza          | + 59"      |  |
| 6. | Carlos Sastre     | España         | + 1'45"    |  |
| 7. | Yaroslav Popovych | Suiza          | + 1'48"    |  |
| 8. | David Moncoutié   | Francia        | + 2'12"    |  |
| 9. | Roberto Laiseka   | Italia         | + 2'23"    |  |
| 10. | Íñigo Chaurreau   | España         | + 2'23"    |  |

| \| 1. \| Fabian Cancellara \| Suiza \| 44 puntos \| \| 2. \| Laurent Dufaux \| Suiza \| 41 puntos \| \| 3. \| Tyler Hamilton \| Estados Unidos \| 35 puntos \| |                   |                |           |
| 1. | Fabian Cancellara | Suiza          | 44 puntos |
| 2. | Laurent Dufaux    | Suiza          | 41 puntos |
| 3. | Tyler Hamilton    | Estados Unidos | 35 puntos |

| \| 1. \| Francisco Pérez \| España \| 32 puntos \| \| 2. \| Egoi Martínez \| España \| 31 puntos \| \| 3. \| Simone Bertoletti \| Italia \| 21 puntos \| |                   |        |           |
| 1. | Francisco Pérez   | España | 32 puntos |
| 2. | Egoi Martínez     | España | 31 puntos |
| 3. | Simone Bertoletti | Italia | 21 puntos |